# Championnat de Belgique féminin de handball
Le championnat de Belgique féminin de handball de D1 est une compétition de handball féminine créée en 1962 par l'Union royale belge de handball (URBH), et organisé par cette même fédération. Ce championnat annuel compte 10 équipes et se déroule sur le territoire du Royaume de Belgique.
Les clubs les plus titrés sont le Fémina Visé Handball avec 13 titres, suivis par le Initia HC Hasselt (12 titres) et le HV Uilenspiegel Wilrijk (9 titres).

## Histoire

### Le règne du HV Uilenspiegel Wilrijk
C'est en 1921 que Jules Devlieger induisit le handball dans la Province de Liège, et les premiers clubs font leur apparition tels que l'Union Beynoise ou le ROC Flémalle. Mais le premier vrai club de handball féminin fait son apparition en 1947 : c'est le HV Uilenspiegel Wilrijk, club omnisports qui fut tout d'abord fondé en tant que club de marche à pied.
Malheureusement pour le HV Uilenspiegel Wilrijk, les équipes féminines tardent à se faire connaitre en Belgique, en effet le handball féminin ne se développe pas très bien en Belgique.
Ce n'est qu'en 1962 que l'Union royale belge de handball tente d'organiser un premier championnat, soit cinq ans après la création du championnat masculin. C'est bien attendu le HV Uilenspiegel Wilrijk qui remporte les deux premières éditions.
Mais le handball féminin ne se développe une nouvelle fois pas bien et plusieurs éditions non officielles ont été disputés. Il faut attendre 1969 pour revoir à nouveau ces compétitions officielles, mais cela ne durera que jusqu'en 1972, et c'est bien entendu, le HV Uilenspiegel Wilrijk qui remporte ces trois éditions. Finalement, les compétitions officielles reprennent en 1977, et c'est le HV Uilenspiegel Wilrijk qui domine encore le pays en remportant les saisons 1977-1978, 1978-1979, 1979-1980.

### Les temps troubles
Mais au début des années 1980, les beaux jours du HV Uilenspiegel Wilrijk sont terminés, et le sacre sont disputés part des formations étant à leur apogée tels que le SK Avanti Lebbeke, aujourd'hui disparu, qui remporte deux sacres de championnat national en 1982 et en 1983, le HC Elckerlyc Tongeren connu aujourd'hui sous le nom de United HC Tongeren étaient avant d'être l'une des meilleures formations masculines du pays, l'une des meilleures formations féminines du pays et compte également deux sacres nationaux remportés en 1981-1982 et en 1986-1987. On peut citer également le KV Sasja HC Hoboken qui lui aussi remporta un sacre en 1984-1985.

### Le Initia HC Hasselt s'impose lui aussi
Finalement, après ces temps un peu troublés, le Initia HC Hasselt s'impose en 1986 en remportant dix sacres de suite entre 1986  et 1996.

### Depuis 1996
Depuis 1996, le Fémina Visé Handball domine la compétition, 1996-1997, 1997-1998, 1998-1999, 1999-2000, 2003-2004, 2006-2007, 2007-2008, 2008-2009, 2009-2010 et 2010-2011, mais le Fémina Visé Handball n'a pas été le seul à dominer depuis 1996, le DHC Meeuwen a quant à lui remporté deux sacres nationaux en 2002 et en 2003, le HB Saint-Trond remporta quant à lui un sacre durant la saison 2005-2006 et le DHW Antwerpen remporta trois sacres en 2004-2005, 2010-2011 et en 2012-2013.

### Actuellement
Actuellement, les meilleures formations sont le HC Rhino, le Fémina Visé Handball, le HB Saint-Trond et le DHW Antwerpen.

## Organisation du championnat
La saison régulière est disputée par 10 équipes jouant chacune l'une contre l'autre à deux reprises selon le principe des phases aller et retour. Une victoire rapporte 2 points, une égalité, 1 point et, donc une défaite 0 point.
Après la saison régulière, les 4 équipes les mieux classées s'engagent dans les play-offs. Ceux-ci constituent en un nouveau championnat où les 4 équipes s'affrontent en phase aller-retour mais lors duquel l'équipe classée première de la saison régulière part avec 4 points, le second, 3, le troisième, 2, le quatrième, 1.  Ces quatre équipes s'affrontent dans le but de pouvoir terminer premier et, donc d'obtenir un sacre national.
Les deux premières sont directement qualifiées pour le premier tour de la coupe de l'EHF.
Pour ce qui est des 6 dernières équipes de la phase régulière, elles s'engagent quant à elles dans les play-downs. Il s'agit là aussi d'une compétition normale en phase aller-retour mais pour laquelle le premier de ses play-downs commence avec 6 points, le second, 5, le troisième, 4, le quatrième, 3, le cinquième, 2 et le sixième avec 1 point.
Ces quatre équipes s'affrontent dans le but de ne pas pouvoir finir aux deux dernières places auquel cas la dernière équipe sera reléguée en deuxième division nationale et laissera sa place pour l'équipe vainqueur des play-offs de deuxième division nationale, tandis que l'avant-dernière équipe des play-downs devra quant à elle disputer un match contre la deuxième équipe des play-offs de deuxième division nationale pour savoir si elle aussi est reléguée en deuxième division nationale ou si elle maintient une place, l'an prochain pour la première division national.

## Les Clubs
| Club                    | Ville              | Province            | Salle                              |
| ----------------------- | ------------------ | ------------------- | ---------------------------------- |
| Fémina Visé Handball    | Visé               | Liège               | Hall Omnisports de Visé            |
| Initia HC Hasselt       | Hasselt            | Limbourg            | Sporthal Alverberg                 |
| HV Uilenspiegel Wilrijk | Wilrijk            | Anvers              | Sporthal De Bist Wilrijk           |
| DHW Antwerpen           | Anvers             | Anvers              | Sportcomplex Sorghvliedtpx         |
| DHT Middelkerke-Izegem  | Middelkerke-Izegem | Flandre Occidentale | Stedelijk Sportcentrum "De Krekel" |
| Achilles Bocholt        | Bocholt            | Limbourg            | Sportcomplex De Damburg            |
| HC Rhino                | Vosselaar          | Anvers              | Sporthal Horito                    |
| DHC Meeuwen             | Meeuwen-Gruitrode  | Limbourg            | Gemeentelijk Sportcentrum          |
| DHC Waasmunster         | Waasmunster        | Flandre-Orientale   | Sporthal Hoogendonck               |
| HB Saint-Trond          | Saint-Trond        | Limbourg            | Sporthal Jodenstraat               |

| Fémina Visé HB Saint-Trond Achilles Bocholt Initia Hasselt HC Rhino DHC Meeuwen DHW Antwerpen HV Uilenspiegel DHT Middelkerke-Izegem DHC Waasmunster |

## Palmarès
Le palmarès du championnat est :
| Édition | Saison    | Champion                            | Titre                               |
| ------- | --------- | ----------------------------------- | ----------------------------------- |
| 01      | 1962-1963 | HV Uilenspiegel Wilrijk             | 1er                                 |
| 02      | 1963-1964 | HV Uilenspiegel Wilrijk             | 2e                                  |
| 03      | 1969-1970 | HV Uilenspiegel Wilrijk             | 3e                                  |
| 04      | 1970-1971 | HV Uilenspiegel Wilrijk             | 4e                                  |
| 05      | 1971-1972 | HV Uilenspiegel Wilrijk             | 5e                                  |
| 06      | 1977-1978 | HV Uilenspiegel Wilrijk             | 6e                                  |
| 07      | 1978-1979 | HV Uilenspiegel Wilrijk             | 7e                                  |
| 08      | 1979-1980 | HV Uilenspiegel Wilrijk             | 8e                                  |
| 09      | 1980-1981 | HV Uilenspiegel Wilrijk             | 9e                                  |
| 10      | 1981-1982 | HC Elckerlyc Tongeren               | 1er                                 |
| 11      | 1982-1983 | SK Avanti Lebbeke                   | 1er                                 |
| 12      | 1983-1984 | SK Avanti Lebbeke                   | 2e                                  |
| 13      | 1984-1985 | KV Sasja HC Hoboken                 | 1er                                 |
| 14      | 1985-1986 | HC Elckerlyc Tongeren               | 2e                                  |
| 15      | 1986-1987 | Initia HC Hasselt                   | 1er                                 |
| 16      | 1987-1988 | Initia HC Hasselt                   | 2e                                  |
| 17      | 1988-1989 | Initia HC Hasselt                   | 3e                                  |
| 18      | 1989-1990 | Initia HC Hasselt                   | 4e                                  |
| 19      | 1990-1991 | Initia HC Hasselt                   | 5e                                  |
| 20      | 1991-1992 | Initia HC Hasselt                   | 6e                                  |
| 21      | 1992-1993 | Initia HC Hasselt                   | 7e                                  |
| 22      | 1993-1994 | Initia HC Hasselt                   | 8e                                  |
| 23      | 1994-1995 | Initia HC Hasselt                   | 9e                                  |
| 24      | 1995-1996 | Initia HC Hasselt                   | 10e                                 |
| 25      | 1996-1997 | Fémina Visé Handball                | 1er                                 |
| 26      | 1997-1998 | Fémina Visé Handball                | 2e                                  |
| 27      | 1998-1999 | Fémina Visé Handball                | 3e                                  |
| 28      | 1999-2000 | Fémina Visé Handball                | 4e                                  |
| 29      | 2000-2001 | Fémina Visé Handball                | 5e                                  |
| 30      | 2001-2002 | DHC Meeuwen                         | 1er                                 |
| 31      | 2002-2003 | DHC Meeuwen                         | 2e                                  |
| 32      | 2003-2004 | Fémina Visé Handball                | 6e                                  |
| 33      | 2004-2005 | DHW Antwerpen                       | 1er                                 |
| 34      | 2005-2006 | HB Saint-Trond                      | 1er                                 |
| 35      | 2006-2007 | Fémina Visé Handball                | 7e                                  |
| 36      | 2007-2008 | Fémina Visé Handball                | 8e                                  |
| 37      | 2008-2009 | Fémina Visé Handball                | 9e                                  |
| 38      | 2009-2010 | Fémina Visé Handball                | 10e                                 |
| 39      | 2010-2011 | DHW Antwerpen                       | 2e                                  |
| 40      | 2011-2012 | Fémina Visé Handball                | 11e                                 |
| 41      | 2012-2013 | DHW Antwerpen                       | 3e                                  |
| 42      | 2013-2014 | Fémina Visé Handball                | 12e                                 |
| 43      | 2014-2015 | Initia HC Hasselt                   | 11e                                 |
| 44      | 2015-2016 | Initia HC Hasselt                   | 12e                                 |
| 45      | 2016-2017 | HB Saint-Trond                      | 2e                                  |
| 46      | 2017-2018 | HB Saint-Trond                      | 3e                                  |
| 47      | 2018-2019 | Achilles Bocholt                    | 1re                                 |
| 48      | 2019-2020 | pas de champion (pandémie COVID-19) | pas de champion (pandémie COVID-19) |
| 49      | 2020-2021 | pas de champion (pandémie COVID-19) | pas de champion (pandémie COVID-19) |
| 50      | 2021-2022 | Fémina Visé Handball                | 13e                                 |
| 51      | 2022-2023 | HB Saint-Trond                      | 4e                                  |
| 52      | 2023-2024 | HB Saint-Trond                      | 5e                                  |
| 53      | 2024-2025 | HB Saint-Trond                      | 6e                                  |
| 54      | 2025-2026 | ?                                   | ?e                                  |

## Bilans
| Club                    | titres | dernier titre |
| ----------------------- | ------ | ------------- |
| Fémina Visé Handball    | 13     | 2022          |
| Initia HC Hasselt       | 12     | 2016          |
| HV Uilenspiegel Wilrijk | 9      | 1981          |
| HB Saint-Trond          | 6      | 2025          |
| DHW Antwerpen           | 3      | 2013          |
| Handbal Tongeren        | 2      | 1986          |
| SK Avanti Lebbeke       | 2      | 1984          |
| DHC Meeuwen             | 2      | 2003          |
| Achilles Bocholt        | 1      | 2019          |
| KV Sasja HC Hoboken     | 1      | 1985          |

| Province          | Titres |
| ----------------- | ------ |
| Limbourg          | 20     |
| Liège             | 12     |
| Anvers            | 12     |
| Flandre-Orientale | 2      |

| Fédération                             | Titres |
| -------------------------------------- | ------ |
| Association flamande de handball (VHV) | 32     |
| Ligue francophone de handball (LFH)    | 11     |

## Classement EHF
Le coefficient EHF pour la saison 2020/2021 est :
| Rang | Évolution     | Rang 2019/20 | Championnat             | Coefficient |
| ---- | ------------- | ------------ | ----------------------- | ----------- |
| 1    | en stagnation | (1)          | Nemzeti Bajnokság I     | 162,50      |
| 2    | Entré         | (3)          | Super League            | 119,00      |
| 3    | Remplacé      | (2)          | Liga Naţională          | 106,67      |
| 4    | en stagnation | (4)          | Damehåndboldligaen      | 105,17      |
| 5    | en stagnation | (5)          | LFH                     | 95,00       |
| 6    | en stagnation | (6)          | Eliteserien             | 89,67       |
| 7    | en stagnation | (7)          | Bundesliga              | 68,83       |
| ...  |               |              |                         |             |
| 33   | Remplacé      | (29)         | Championnat de Belgique | 8,67        |

Évolution
| Année | 2007-2008 | 2008-2009 | 2009-2010 | 2010-2011 | 2011-2012 | 2012-2013 | 2013-2014 | 2014-2015 | 2015-2016 | 2016-2017 | 2017-2018 | 2018-2019 | 2018-2019 | 2020-2021 |
| Rang  | 29        | 31        | 33        | 34        | 32        | 31        | 29        | 28        | 27        | 28        | 28        | 28        | 29        | 33        |

Source : « cms.eurohandball.com », Fédération européenne de handball